# Lernu!
 (mars 2024).
Lernu! (stylisé lernu!, en espéranto : « apprends ! » ou « apprenez ! ») est un site Web multilingue créé en 2002 afin de promouvoir et d'enseigner l'espéranto. Il a été créé par E@I, association dont le but est d'encourager les échanges interculturels par l'espéranto et l'Internet.
Le site contient des cours d'espéranto de différents niveaux (certains avec des enregistrements sonores), des documents sur la grammaire, des jeux et un dictionnaire multilingue. Il y a aussi une plateforme permettant aux utilisateurs de communiquer (messagerie instantanée et forums).

## Fréquentation
En février 2016, le site compte 207 141 utilisateurs enregistrés dont 57 % ont entre 16 et 40 ans et reçoit environ 175 000 visites par mois. 
En juillet 2019, le site compte 295 716 utilisateurs enregistrés.